# Constitución de la República Italiana
La Constitución de la República Italiana (en italiano, Costituzione della Repubblica Italiana) es la ley suprema de la República de Italia, aprobada el 22 de diciembre de 1947, publicada el 27 de diciembre del mismo año y que entró en vigor el día 1 de enero de 1948. Esta declara que Italia es una República democrática fundada en el trabajo.

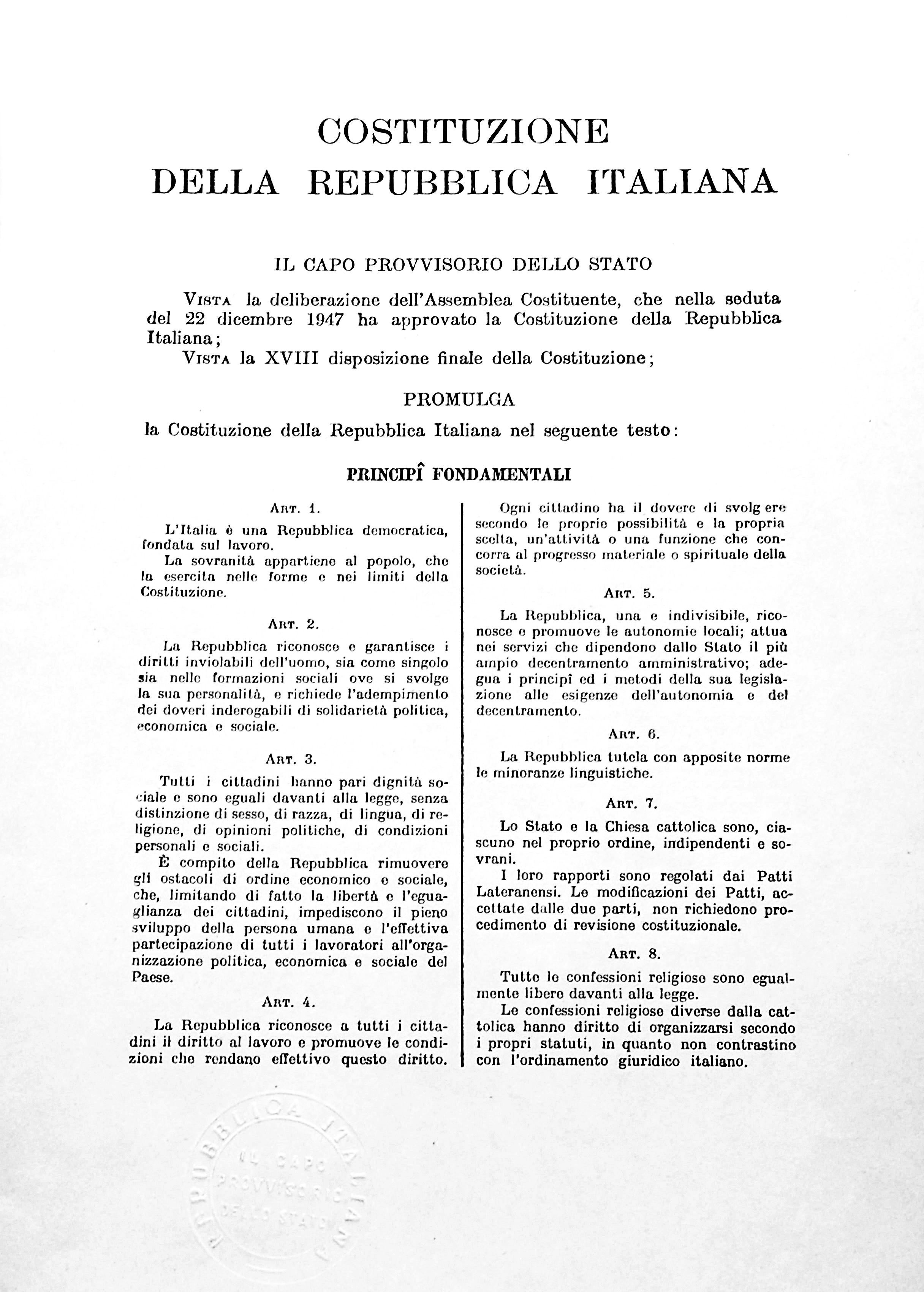
Copia de la primera página de la Constitución en los Archivos Históricos de la Presidencia de la República Italiana.

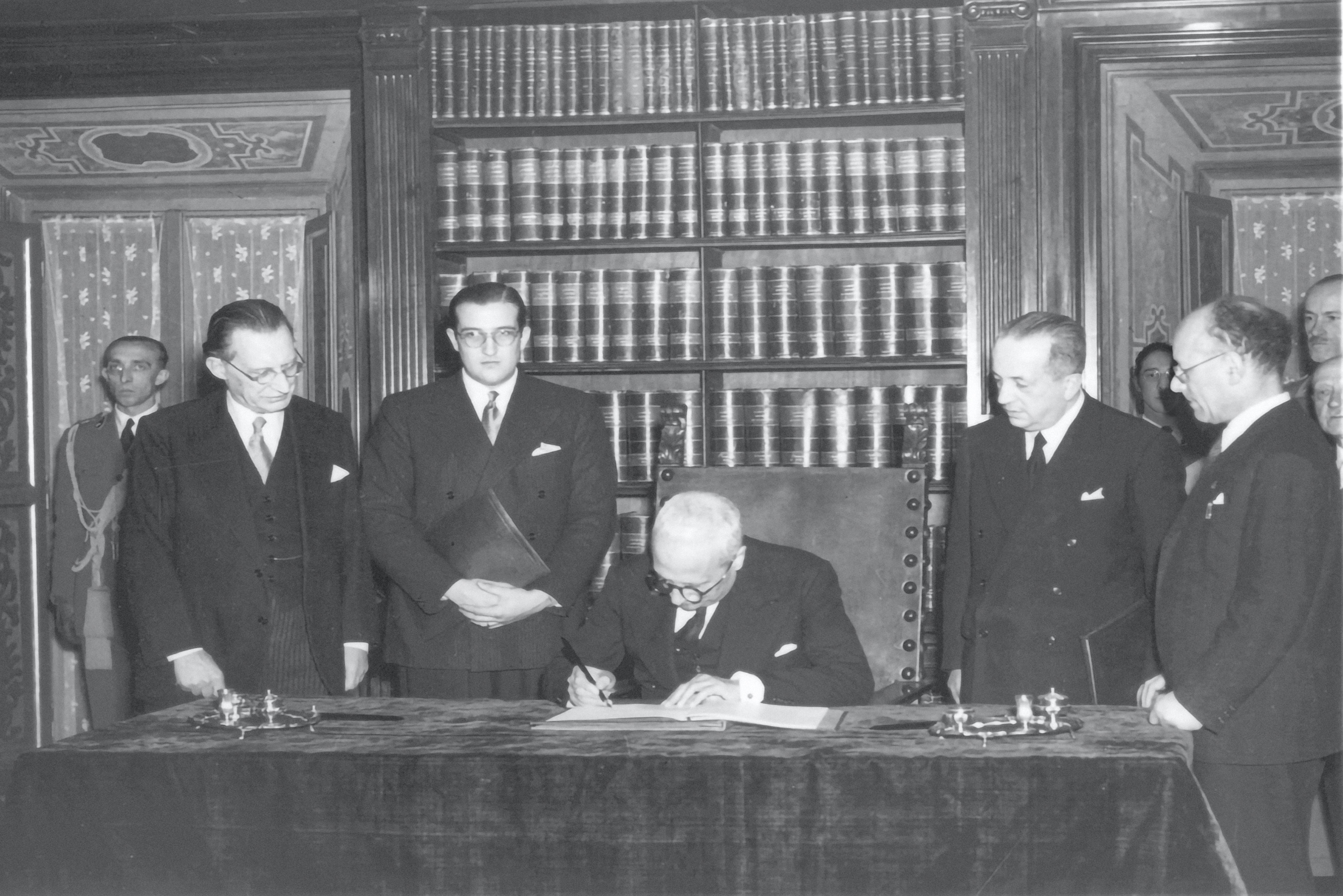
El presidente provisional Enrico De Nicola firma la Constitución.

## Orígenes

### Antecedentes
Antes de la proclamación de la Constitución en 1948, no existía ninguna otra. Tras la unificación italiana la ley fundamental del país era el Estatuto Albertino (1848), carta otorgada por el monarca al pueblo italiano que establecía una monarquía constitucional primero con sufragio censitario muy limitado hasta llegar al sufragio masculino en 1919.
Durante la época fascista dirigida por Benito Mussolini tras la marcha sobre Roma, el Estatuto Albertino se siguió utilizando, pero en la práctica sus principios no eran respetados. El régimen fascista se derrumba tras la Segunda Guerra Mundial, por lo que el poder vuelve oficialmente a la Casa de Saboya y el estatuto recupera su vigencia. Sin embargo, la impopularidad de Víctor Manuel III, pues no en vano fue él quien entregó el poder a Mussolini, le obliga a abdicar en 1946. El 9 de mayo toma el trono su hijo Humberto II.

### Referéndum y Asamblea Constituyente
El ascenso de Mussolini al poder había desprestigiado enormemente a la monarquía italiana y el cambio de rey no acabó con la creciente oposición al sistema monárquico. Apenas dos meses después de la coronación de Humberto II, el 2 de junio, los italianos fueron llamados a las urnas para dos votaciones paralelas. Una la que elegiría una Asamblea Constituyente encargada de redactar la primera constitución del país. Otra un referéndum sobre el tipo de gobierno, monarquía o república.
En el referéndum el 54% de los votantes dieron sus votos en favor de la república, dos millones más que los partidarios de la monarquía. Los resultados de todas maneras son poco claros y existen denuncias de fraude realizadas por el bando monárquico que aún no han sido aclaradas. De cualquier modo, la Asamblea Constituyente recibía el encargo de realizar una constitución republicana. La Asamblea fue elegida mediante un sistema proporcional y estaba compuesta por 556 escaños repartidos en 32 colegios electorales. La composición de la Asamblea fue muy repartida, pero estaba dominada por tres grandes partidos:
| Partidos                              | %    | Escaños |
| ------------------------------------- | ---- | ------- |
| Democracia Cristiana                  | 35,2 | 207     |
| Partido Socialista Italiano           | 20,7 | 115     |
| Partido Comunista Italiano            | 18,9 | 104     |
| Partido Liberal Italiano              | 6,8  | 41      |
| Frente del Hombre Común               | 5,3  | 30      |
| Partido Republicano Italiano          | 4,4  | 23      |
| Bloque Nacional de la Libertad        | 2,8  | 16      |
| Partido de Acción                     | 1,5  | 7       |
| Movimiento Independentista Siciliano  | 0,8  | 4       |
| Partido de los Campesinos de Italia   | 0,5  | 1       |
| Concentración Democrática Republicana | 0,4  | 2       |
| Partido Sardo de Acción               | 0,3  | 2       |
| Movimiento Unionista Italiano         | 0,3  | 1       |
| Partido Cristiano Social              | 0,2  | 1       |
| Partido Democrático del Trabajo       | 0,1  | 1       |

Se formó un gobierno de unidad nacional y los grandes partidos pactaron la mayoría de los puntos constitucionales. Aunque estaba previsto que los trabajos de redacción concluyeran el 24 de febrero de 1947 no terminaron hasta diciembre de ese año. En la Asamblea 453 miembros votaron a favor mientras que 62 lo hicieron en contra.

## Estructura
La Constitución italiana está dividida en cuatro partes, contiene 139 artículos y 18 disposiciones.

### Principios Fundamentales
En sus primeros 12 artículos declara, bajo el título de Principios Fundamentales (en italiano, Principi fondamentali), los pilares de la República. De estos principios destacan la igualdad ante la ley, el derecho al libre ejercicio del trabajo, la autonomía local y la defensa de las minorías lingüísticas. También, entre otros, la separación entre la Iglesia y el Estado y la libertad de culto, protección del patrimonio natural y cultural, promoción del desarrollo cultural y científico.

### Parte I
Los 42 siguientes artículos (13-54) tratan sobre los derechos y deberes de los ciudadanos (en italiano, Parte prima: diritti e doveri dei cittadini) separados en cuatro grandes temas:
- Relaciones civiles (Artículos 13-28)
- Relaciones ético-sociales (Artículos 29-34)
- Relaciones económicas (Artículos 35-47)
- Relaciones Políticas (Artículos 48-54)

### Parte II
Los 84 artículos restantes (55-139) tratan sobre la organización de la república (en italiano, Parte seconda: ordinamento della repubblica) separados en seis temas:
- Parlamento (Artículos 55-82), definiendo las cámaras que lo componen (Senado y Cámara de Diputados) y la elaboración de leyes.
- Presidente de la república (Artículos 83-91)
- Gobierno (Artículos 92-100), definiendo el consejo de ministros, la administración pública y los órganos auxiliares.
- Magistratura (Artículos 101-113), definiendo el régimen jurisdiccional y tres disposiciones sobre la jurisdicción.
- Regiones, provincias y municipios (Artículos 114-133)
- Garantías constitucionales (Artículos 134-139), definiendo el tribunal constitucional y las leyes constitucionales.

### Disposiciones transitorias y finales
La cuarta sección de la constitución no contiene artículos, sino que 18 Disposiciones transitorias y finales (en italiano, Disposizioni transitorie e finali) que tratan de la problemática de pasar de ser un estado monárquico a una república, la prohibición de reorganización del partido fascista y el exilio de la familia real y de cualquier descendiente que pudiese reclamar el derecho a suceder a Humberto II.

## Reformas posteriores
El más importante esfuerzo para la revisión constitucional se intentó en 2005 por la mayoría que apoyó el gobierno de Berlusconi, pero, aunque se proporcionaba una entrada muy lento en vigor, no fue aprobada por el electorado en el referéndum de 2006.